# Брилинг, Густав Вольдемарович
Густав Вольдемарович Брилинг (1867—1942) — украинский советский историк и этнограф, юрист.
Один из инициаторов основания и директор первого в Виннице народного музея (1919—1920), позже — директор Винницкого исторического музея (1923—1933; ныне Винницкий краеведческий музей). Автор воспоминаний про Голодомор 1932—1933 годов.

## Биография
Родился 21 февраля 1867 года в городе Борисов Российской империи в семье землемера.
Когда ему ещё не было четырёх лет — умер отец, и мать с тремя детьми переехала к своим родителям в Подолье.
Среднее образование получил в Немировской гимназии, которую окончил в 1889 году и поступил на юридический факультет Университета Св. Владимира. Здесь же, в Киеве, посещал художественную школу М. B. Мурашко — известного киевского художника.
По окончании университета в 1894 году был определён на службу в Костромской окружный суд. Здесь Брилинг прослужил в течение пяти лет и в 1899 году был перевёден в город Плёс.
В 1907 году Брилинг возвратился в Винницу, где в это время находилась его мать.
На протяжении 1913—1919 годов работал судебным следователем в Пирятине и Лубнах на Полтавщине.
Густав Брилинг был членом Подольского товарищества по охране историко-культурных памятников искусства и старины. Постановлением Винницкой городской думы от 1 (14) мая 1918 года товариществу было передано помещение «Муров» с его последующим финансированием. Позже здесь с участием художников В. Ф. Коренева и С. И. Слободянюка-Подоляна, юриста Г. В. Брилинга и архивариуса Ю. С. Александровича был основан музей.
В декабре 1933 года Брилинга арестовали по обвинению в шпионаже в пользу Германии. Дело было приостановлено, и через 5 месяцев после ареста его освободили, но Брилинг попал в список «неблагонадёжных».
Предлогом второго ареста в 1940 году были написанные им мемуары. 21 июня 1940 года Винницкий областной суд вынес приговор — Г. В. Брилинга осудили по ст. 54-10 ч. 1 УК УССР на 4 года лишения свободы с ущемлением в правах сроком на 2 года. Кассационные жалобы в сентябре и октябре 1940 года были отклонены.
Густав Брилинг умер в 1942 году при эвакуации из Старобельского лагеря (ныне —  Луганская область Украины) на север СССР, точное место его смерти неизвестно.
В 1956 году сыновья Густава Вольдемаровича — Георгий и Валентин обращались с прошениями о реабилитации отца с просьбой вернуть его мемуары. Но они не были удовлетворены.
В феврале 1988 года оставшийся в живых единственный сын — 81-летний Валентин, снова обратился с просьбой реабилитации отца. Постановлением Пленума Верховного Суда Украинской ССР от 26 августа 1988 года приговор от 21 июня 1940 года был отменён, и Густав Вольдемаровича Брилинг был реабилитирован с формулировкой «отсутствия состава преступления».

### Семья
- Густав Брилинг был женат на костромской мещанке Елене Петровне Якимовой (род. 1876)[3].
- Дети:
  - Георгий (род. 23.01.1897)
  - Александра (род. 31.01.1898)
  - Владимир (род. 27.01.1900)
  - Елена (род. 04.06.1901)
  - Анатолий (род. 01.03.1903)
  - Лидия (род. 14.09.1905)
  - Валентин (род. 01.10.1907)

## Награды
- Орден Св. Анны 3-й степени и серебряной медалью «В память царствования Александра III».[3]

## Публикации
- Брілінг Г. В. Вінницький історико-побутовий музей / Український музей. Збірник 1. / Управління науковими установами У. С. Р. Р.; голов. ред. П. Курінний. — Київ, 1927. — 309 с. — С. 249—250.